# Feim Ibrahimi

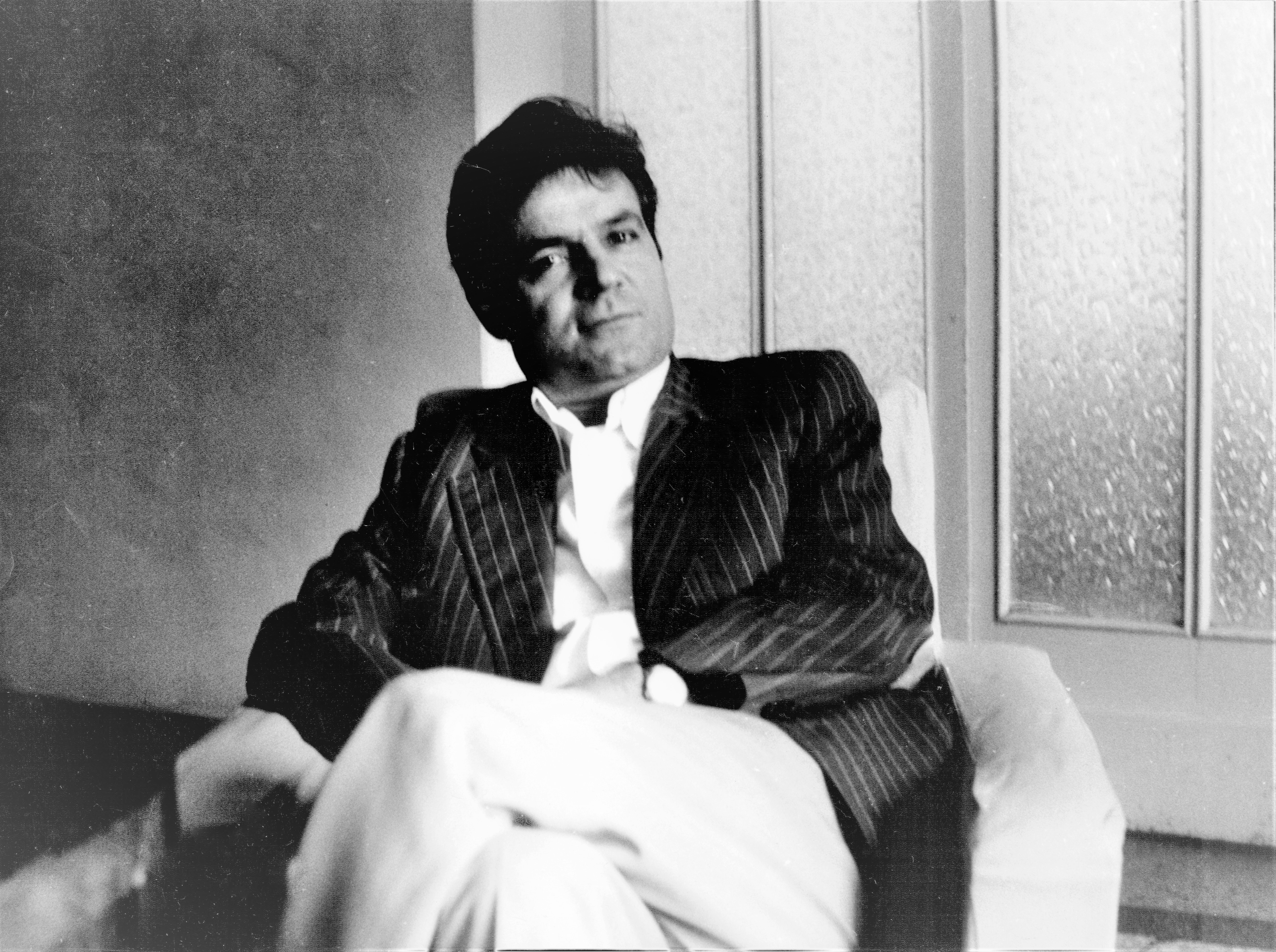
Feim Ibrahimi

Feim Ibrahimi (Argirocastro, 20 ottobre 1935 – Torino, 2 agosto 1997) è stato un compositore albanese.

## Biografia
Feim Ibrahimi nacque il 20 Ottobre 1935 ad Argirocastro (Albania). Principalmente autodidatta in gioventù, diventò il primo importante compositore albanese ad essersi formato interamente nella sua patria, entrando nel 1962 nell’appena fondato Conservatorio Statale di Tirana ed ivi laureandosi nel 1966 sotto la guida del Prof. Tish Daija. Subito dopo fu nominato professore di composizione, contrappunto ed armonia nello stesso Conservatorio (1966-1973) e negli anni 1973-77 fu Vice-direttore dell’Istituto Superiore delle Arti di Tirana (già Conservatorio).  Il suo posto più importante fu quello del Direttore della sezione musica presso l’Unione degli Scrittori ed Artisti dell’Albania (1977-91). Successivamente fu nominato Direttore del Teatro dell’Opera e del Balletto di Tirana (1991-92). Dal 1992 fino alla sua morte insegnò teoria e composizione all’Accademia delle Belle Arti di Tirana (già Istituto Superiore delle Arti).
Durante il periodo dell’isolamento culturale dell’Albania, F. Ibrahimi si mostrò un abile amministratore, esercitando un’influenza positiva nella vita musicale albanese. Nonostante la sua posizione ufficiale lo obbligasse a difendere il realismo socialista, durante i suoi viaggi di lavoro all’estero lui cercava, per quanto fosse possibile, di rimanere al passo con gli sviluppi musicali internazionali, sperimentando in segreto la musica atonale (ad es. la Quasi Sonata per violoncello e piano, 1975, rev. 1990), mostrando interesse per Xenakis sin dal 1981, ed invitando in Albania figure d’avanguardia come Stabler. Dopo il collasso del regime comunista lui lavorò senza sosta per portare la musica albanese nell’arena musicale europea. Fu il primo Presidente del Consiglio Nazionale della Musica Albanese (membro del Consiglio Internazionale della Musica presso l’UNESCO) dal 1991. Fu l’ideatore ed il fondatore del Festival “Serate della Nuova Musica Albanese” nel 1992. Nel 1994 fondò la società artistica “Pentaton” (ora Fondazione Culturale “Feim Ibrahimi”), che mirava all’organizzazione di vari eventi culturali e la fondazione di un conservatorio privato per giovani musicisti dotati di particolari capacità musicali.
Alcune sue opere sono edite dalla Emerson Edition (Inghilterra). Ha partecipato in diverse organizzazioni artistiche e musicali in tutto il mondo.
Per i suoi meriti artistici, nel 1989 lo stato albanese gli ha conferito il titolo di “Artista del Popolo”, il più alto titolo artistico in Albania.
Per il contributo che ha dato allo sviluppo della cultura albanese ed in particolare quella della capitale, nel 2000 il Comune di Tirana lo ha insignito del titolo “La riconoscenza di Tirana”.
Nell’ottobre 2001 la città di Durazzo, dove lui ha passato la sua infanzia ed adolescenza, gli ha conferito il titolo di Cittadino Onorario. Nel 2008 anche la città di Argirocastro (la sua città natale) gli ha conferito il titolo di Cittadino Onorario.
Ha vinto numerosi premi nei concorsi nazionali e nei “Concerti di Maggio” (il principale festival nazionale tenutosi annualmente dal 1967). Ha vinto due Premi della Repubblica, il premio più importante nel campo dell’attività creativa in Albania.
Nel 1990, all’Aalto TheaterFoyer, ad Essen (Germania), è stata organizzata in suo onore, la giornata intitolata “Feim Ibrahimi – Ritratto d’artista”, con una conferenza e l’esecuzione dal vivo di alcune sue opere. Nel 1994, su invito della Brahms-gesellschaft, ha soggiornato nella Brahmshaus di Baden-Baden e subito dopo al Mozarteum di Salisburgo per approfondire le conoscenze nel campo della musica elettronica. Nel 1995, l’opera De Profundis, composta nel periodo del soggiorno a Salisburgo, è stata scelta per il Festival della musica elettroacustica “Synthèse” a Bourges (Francia).
Nel 2005, in occasione del suo 70º anniversario di nascita e sotto il patrocinio del Primo Ministro dell’Albania è stata organizzata una settimana di concerti con le sue opere sinfoniche, strumentali, vocali e coreografiche.
La sua opera comprende quasi tutti i generi musicali: le miniature strumentali, le colonne sonore, la musica da camera e quella sinfonica, i concerti per strumento solista e orchestra, le opere vocali e coreografiche.
Il Dialogo per violoncello e pianoforte e la Romanza “E la tua veste è bianca” (su versi di S. Quasimodo), per soprano, violoncello e pianoforte  -  ambedue composte a giugno 1997 - sono le ultime opere del compositore, il quale morì inaspettatamente a Torino, il 2 agosto 1997.

## Opere
Fra le sue opere maggiori si ricordano:
- Concerto n. 1 per pianoforte e orchestra, 1971
- Rapsodia albanese per orchestra n. 1, 1973
- Rapsodia albanese per orchestra n. 2, 1975
- Concerto n. 2 per pianoforte e orchestra, 1975 Rapsodia per violino e orchestra, 1978
- Poema sinfonico-vocale per coro, tenore, baritono, voce recitante e orchestra "Tan' Shqipnia asht betue, pa gjak malet mos me i lshue", 1978 (dedicata al centenario della Lega di Prizren)
- Concerto per oboe e orchestra, 1981
- Poema-concerto per pianoforte e orchestra, 1985
- Sinfonia per orchestra d'archi, 1988 Sinfonia tragica per soprano e orchestra, 1995
- Trio d'archi 1996
- La decima piaga di Gjergj Eles Alia - balletto, 1986 (il librettista nell'occasione fu Ismail Kadare) ecc.
- Numerosi brani di musica da camera, musica pianistica, romanze, colonne sonore e canzoni, la più famosa delle quali (Rrjedh ne kenge e ligjerime), viene considerata come il secondo inno dell'Albania.

## Onorificenze
- Nel 1989 gli viene conferito il più alto titolo artistico in Albania, Artista del Popolo
- La riconoscenza di Tirana, 2000
- Cittadino onorario di Durazzo, 2001

- Cittadino onorario di Argirocastro, 2008